# Duelists' Convocation International
La Duelists' Convocation International (DCI) es la organización encargada de mantener al día los Rankings de diversos juegos de cartas coleccionables, principalmente los producidos por Wizards Of The Coast como Magic: el encuentro y Pokémon.
La DCI se encarga de mantener al día estos rankings, que sirven de base para determinar los invitados a cada uno de los torneos nacionales de estos juegos, y los invitados al Duelist Invitational, un torneo de invitación en el que el ganador tiene como premio el diseñar una carta de Magic: The Gathering. Los últimos 3 de estos torneos invitacionales fueron jugados de manera en línea para promocionar este nuevo modo de jugar el juego.
- Datos: Q5204511